# SN 2011fd
SN 2011fd – supernowa typu II-P odkryta 20 sierpnia 2011 roku w galaktyce NGC 2273B. W momencie odkrycia miała maksymalną jasność 15,00m.